# Capitolium (Brescia)

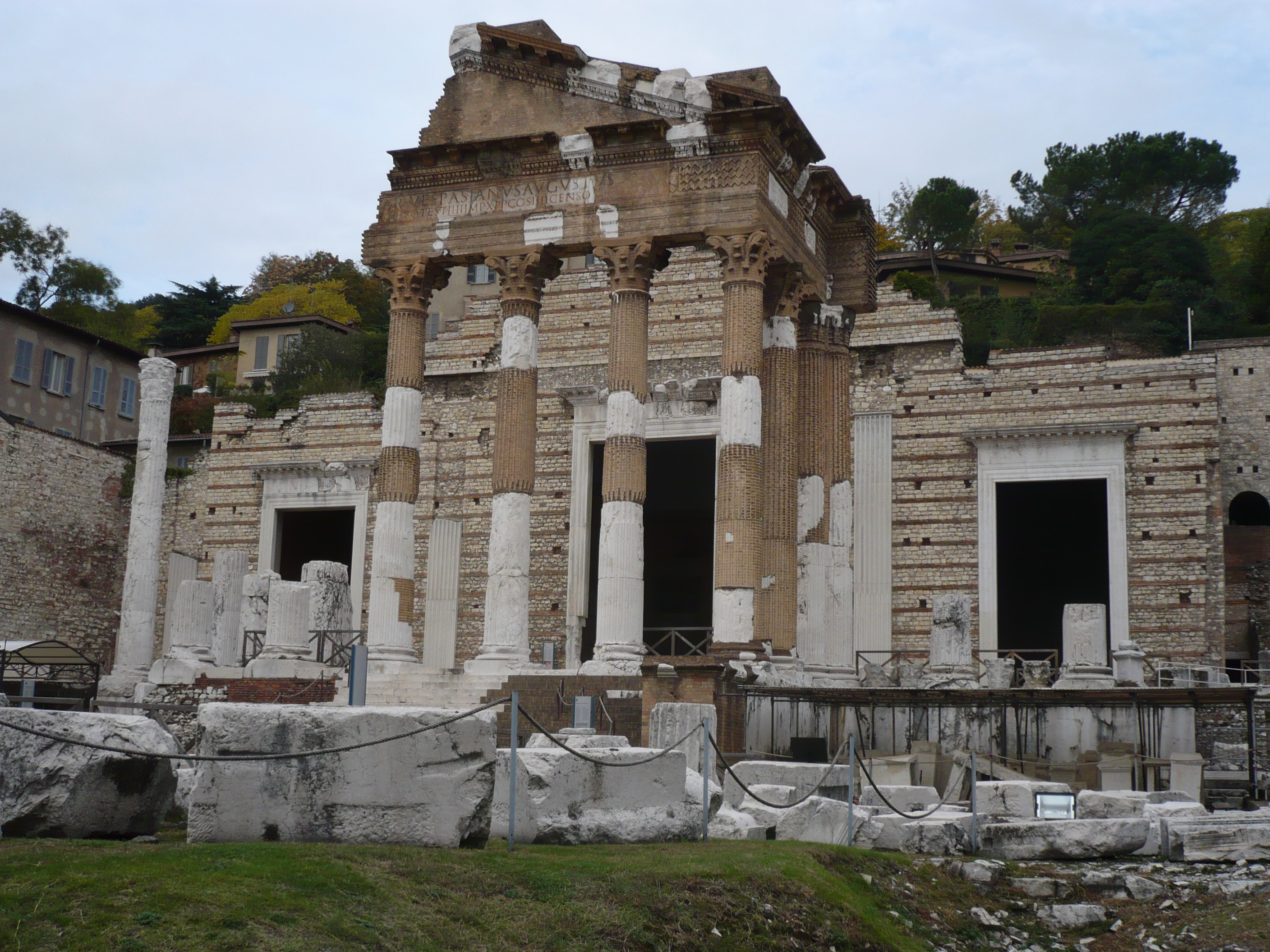
Vista del Capitolium

El Capitolium o templo Capitolino es un templo romano situado en Brescia, en la plaza del Foro, a lo largo de via dei Musei, núcleo de la antigua Brixia romana. Junto con el teatro, los restos del foro de la ciudad y las excavaciones arqueológicas del Palacio Martinengo, constituye el conjunto de ruinas y restos de edificios públicos de época romana más importante presente en la  Italia septentrional.
En 2011 el conjunto monumental fue declarado por la UNESCO, junto con el conjunto monástico del museo de Santa Giulia,  Patrimonio de la Humanidad, formando parte del conjunto serial «Centros de poder de los longobardos en Italia (568-774 d.C.)».

## Historia
La construcción del edificio está atribuida al emperador  Vespasiano, en el 73  d. C.. Su autoría se confirma gracias a la inscripción original que se encuentra en el frontón:

IMP. CAESAR.VESPASIANUS.AUGUSTUS. / PONT. MAX. TR. POTEST. IIII. EMP. X. P. P. CAS. IIII / CENSOR

El templo  fue realizado sobre un templo anterior de la época republicana y su edificación conmemoraba  a la victoria del emperador sobre el general Vitellio, en la llanura entre Goito y Cremona. Destruido por un incendio durante las incursiones bárbaras que se acontecieron en Europa en el siglo IV  d. C., no fue nunca reconstruido, siendo sepultado por un derrumbamiento de las colinas Cidneo durante el Medievo.
El complejo monumental fue sacado a la luz en 1823 gracias al apoyo de la comuna de Brescia, de particulares y del Ateneo, que demolieron las casas populares y el pequeño parque (Giardino Luzzaghi) que se habían edificado años antes sobre la explanada que tapaba el complejo, devolviendo a la luz el antiguo centro de la Brixia romana.

### El redescubrimiento

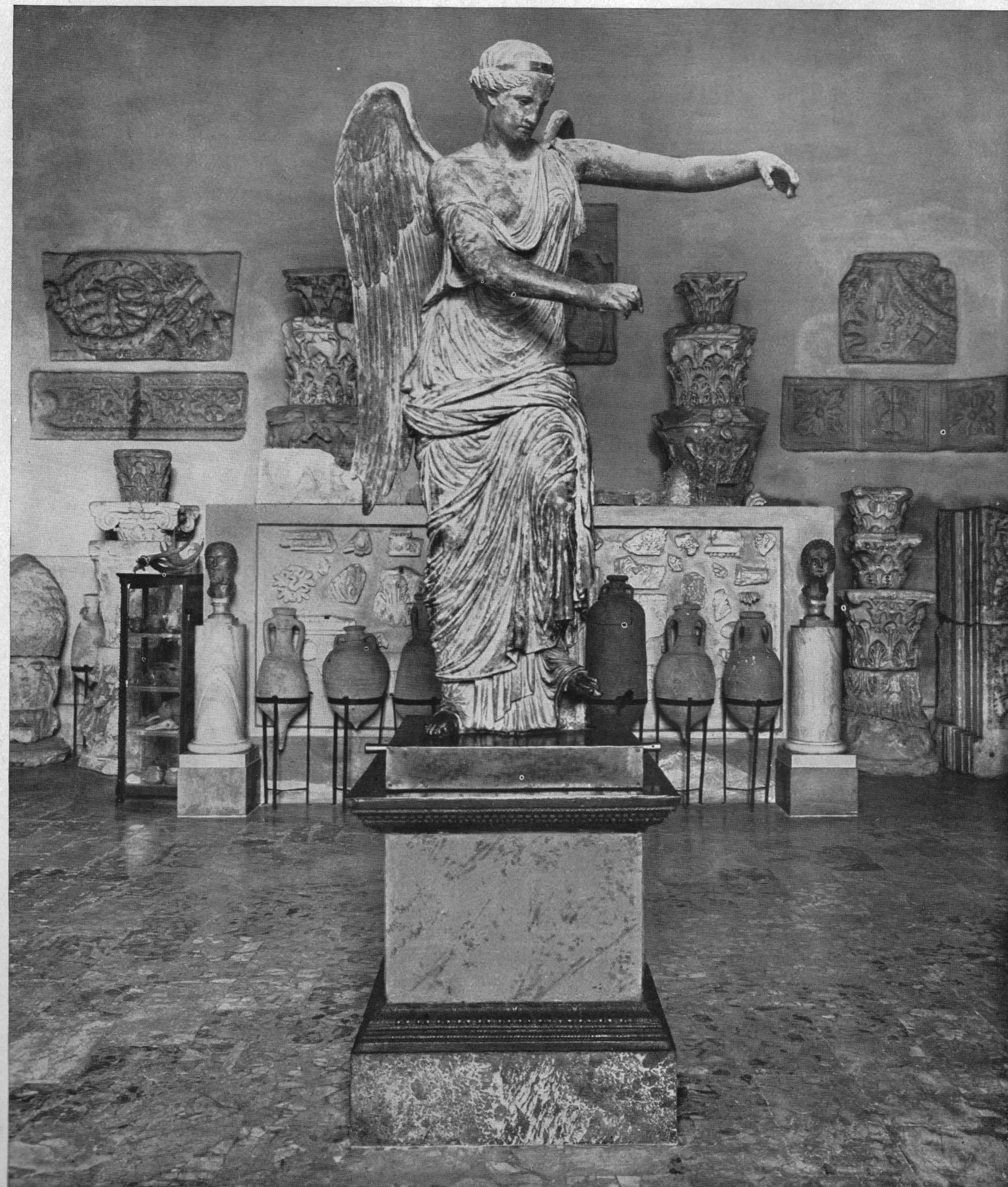
Foto de ca. 1930 con la primera disposición museal de los restos romanos de Brescia

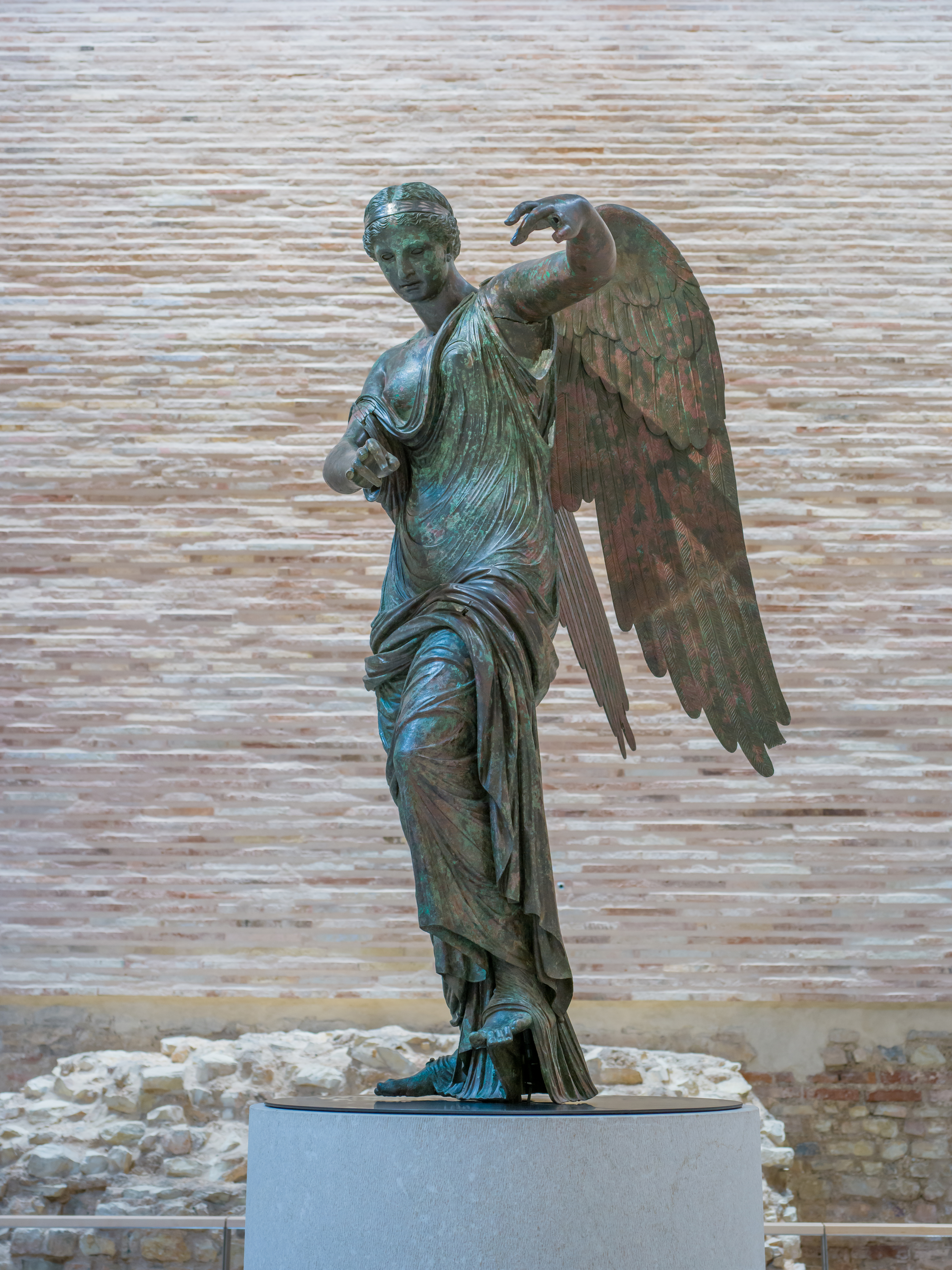
La Vittoria alata tras la restauración de 2021.

En 1826, sobre todo, en el espacio del muro que aísla el templo de la colina Cidneo se descubrieron algunos bronces de gran valor, entre los que destacaban cuatro cabezas de época tardo-imperial y la Victoria alada; todo ello sepultado probablemente para esconderlo de la sistemática destrucción de los ídolos paganos por parte de los cristianos. El conjunto fue parcialmente reconstruido entre 1935 y 1938 con el uso de ladrillos, permitiendo la recomposición de las columnas corintias, de parte del pronaos y de las tres salas posteriores a la fachada, actualmente utilizadas como museo lapidario; mientras la planta superior está habilitada como museo arqueológico. El proyecto habría debido ser más amplio: para ello, se habrían debido demoler prácticamente todos los edificios que ocuparon el espacio del foro (excepto el palazzo Martinengo Cesaresco  y la iglesia de San Zeno al Foro) hasta la antigua basílica romana en la Piazza Labus, excavado hasta el nivel original del terreno y restaurar o reconstruir la mayor parte de las columnas del pórtico alrededor de la plaza. Habrían sido, por tanto, instalados puentes de conexión para permitir una panorámica de las ruinas desde lo alto (la misma Via Musei se habría convertido, el aquel momento, en solamente un puente) con las escaleras que descendían en diferentes puntos. El proyecto no fue nunca totalmente llevado a la práctica y se limitó a dejar limpio y a restaurar la única columna del foro todavía íntegra, aún hoy bien visible en la Plaza del Foro.
Algunos elementos estructurales que afloraron del terreno fueron reutilizados como materiales de construcción, por ejemplo las tarimas que probablemente decoraban el sofito del pronaos, reutilizadas en la fachada de la iglesia del Santissimo Corpo di Cristo.

## Las ruinas

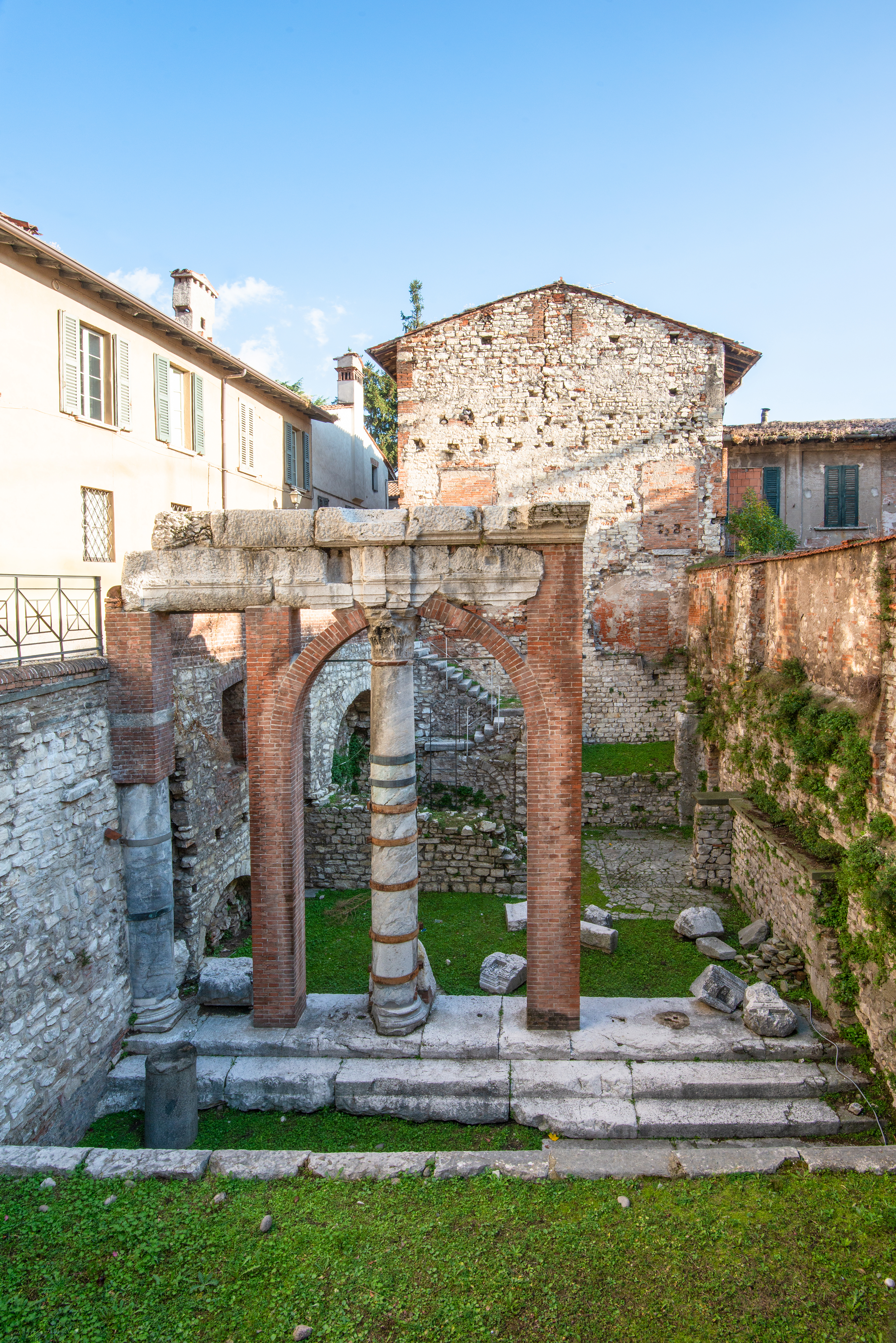
La única columna conservada del pórtico del foro de Brescia

De hecho, el complejo está ubicado en via Musei, en el corazón del centro histórico de la ciudad de Brescia, y domina la homónima plaza del Foro construida en un período posterior, sobre la base del foro romano original, por lo tanto elevado unos 4,5 m en comparación con el nivel de las ruinas; estas últimos se sitúan a la altura del antiguo decumano massimo, al que ahora se accede por unas escaleras especialmente habilitadas.
La disposición del templo es la del capitolium romano clásico con tres celles (celdas), es decir, próstilo, con la columnata sólo en la zona delantera y encerrada por un muro en los lados y en la parte trasera. En este caso, sin embargo, el trazado es algo más articulado, ya que existe un cuerpo central más saliente flanqueado a ambos lados por otros dos pórticos de la misma altura. Detrás del antecuerpo de la fachada hexástila (es decir, con seis columnas en el frente principal) en estilo corintio, hay tres cellas separadas por huecos, cada uno albergando un altar dedicado a tres divinidades respectivas, la llamada tríada capitolina: Minerva, Júpiter y Juno. Valioso y bien conservado es el umbral de la celda central, el más grande, realizado en mármol de Botticino.
En esta celda también se encuentra el más imponente de los tres podios, colocado en el centro de cada uno de los sacelli, sobre el que se aprecia un basamento de piedra con dos escalones. La celda central y la de la izquierda aún conservan el pavimento original, de mármol y brecha africana, decorado con hermosos mosaicos muy bien conservados y restaurados, mientras que el de la celda de la derecha se ha perdido. La celda central del templo alberga también en los muros un extenso lapidario, establecido en 1830 y ampliado en las décadas siguientes, donde se conservan y exhiben numerosas obras romanas en piedra, incluyendo altares, inscripciones honoríficas y sepulcrales, estelas funerarias, mojones y bases de monumentos.
Se encuentra en esta sala además el más imponente de los tres altares, ubicado en el centro de cada sacello, sobre el cual observa un zócalo en piedra con tres peldaños. La sala central y la ubicada a su izquierda están actualmente provista del pavimento original, en mármol y sedimentos africanos, decorados con maravillosos mosaicos bastante bien conservados y restaurados, mientras que el pavimento de la sala derecha se ha perdido.
Es casi segura la presencia de una cuarta sala, situada al este, probablemente dedicada a Bergimus, dios de procedencia celta. Al final hay una última sala que formaba parte del antiguo templo republicano sobre el que fue edificado el Capitolium, situada en un plano inferior a la estructura de época imperial (datada en el siglo I a. C.). Desde 2015, además, está abierta al público tras la restauración de los frescos, excepcionalmente conservados, que aún se conservan en su interior.

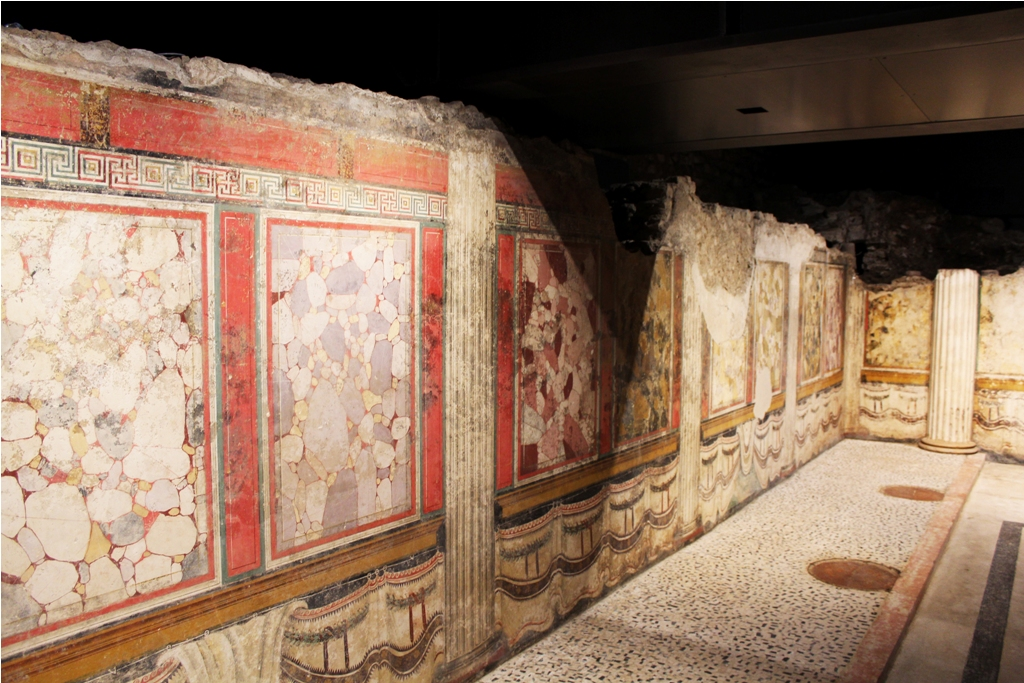
Pared con frescos de la cuarta cella del Santuario republicano del siglo I a. C.

El tímpano de la cella, ampliamente reconstruido, estaría probablemente decorado con algunas estatuas y la acrotera debía estar compuesta por un gran grupo escultórico. De las antiguas columnas del templo, solamente una  se conserva íntegramente en la actualidad, la primera de la izquierda, bien reconocible porque es blanca por completo y no está reconstruida con ladrillos. Esta columna era además el único resto que surgió a principios de Ottocento, cuando la zona no había sido todavía intervenida arqueológicamente, tanto es así que la cúspide se utilizaba como mesa de jardín en la parte posterior de un pequeño café surgido en el lugar.
El templo podía ser admirado desde la gran plaza equidistante a éste (la homónima plaza del Foro que hoy se abre delante al templo no se de aleja mucho de las distancias originales), que al mismo tiempo representaba seguramente el centro neurálgico de la vida política y cotidiana, de las fiestas y de los mercados y que estaba delimitada por un pórtico, del que queda una única columna corintia, ya mencionada. En el pavimento bajo ésta, hay marcas de lo que podría ser un rudimentario scacchiera, un tablero de ajedrez, probablemente pasatiempo de los comerciantes que tenían su taller ahí.
Al templo se accedía a través una escalinata que salía directamente desde el decumano máximo, dividida en dos o tres rampas, las cuales conducían a la terraza circundante al edificio, tal vez acompañadas de dos fuentes. Desde el decumano máximo se podía acceder por otra escalinata, en línea con la que subía al templo, llegando así al foro y desde allí a los pórticos (el decumano se situaba por lo tanto a mitad de altura entre el foro y el templo), creando un fondo monumental a la plaza.

## El teatro

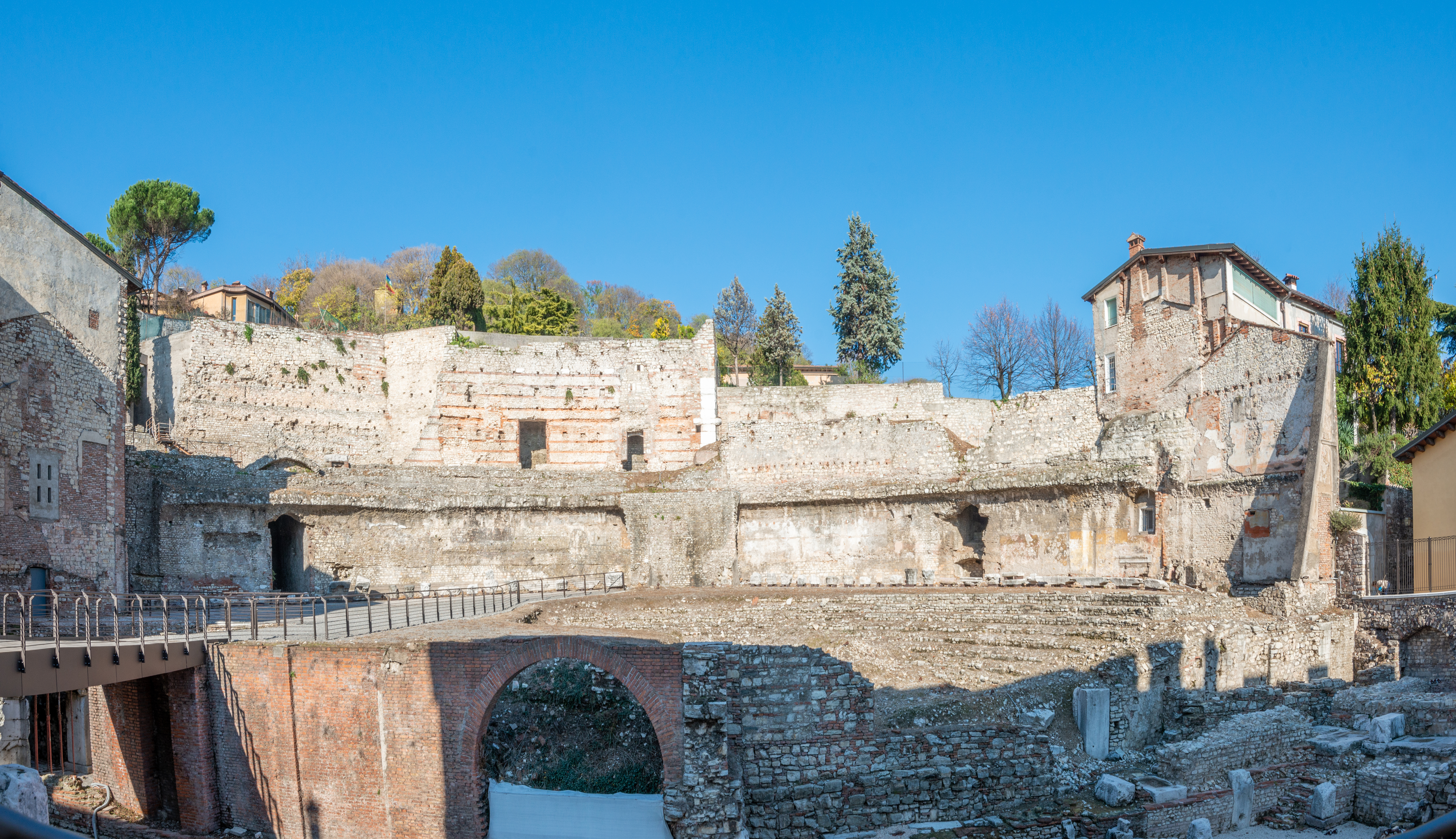
Las ruinas de la cavea del teatro

Es fundamental recordar el gran teatro situado a la derecha del templo, caracterizado por su forma de hemiciclo, parcialmente ocupado por el palazzo Maggi Gambara, una residencia señorial construida en el Trecento sobre el graderio. De la estructura no queda mucho: permanecen actualmente las filas más bajas de las gradas, apoyadas directamente sobre el terreno, mientras que las gradas sostenidas por arcos desaparecieron, a causa de la caída de estos últimos.